# Sajik Arena
Sajik Arena är en inomhusarena i Busan, Sydkorea, som invigdes augusti 1985. Arenan är hemmaarena åt Busan KT Sonicboom, det koreanska proffsbasketlaget. 

## Arrangemang
Arenan hyrs även ut för andra former av tävlingar och underhållningstillställningar.

### Musik
K-popbandet JYJ spelade två av konserterna på sin "Worldwide Concert"-turné här juni 2011.
Maroon 5:s första spelning på Asiendelen av "Overexposed tour"-turnén spelades här september 2012.
Youtube-fenomenet och världsartisten Psy spelade här 22, 23 och 24 november 2017.

### Sport
UFC anordnade UFC Fight Night: Edgar vs. The Korean Zombie här december 2019.